# 馬休
馬 休（ば きゅう、? - 212年）は、中国後漢末期の武将。父は馬騰。兄は馬超。弟は馬鉄。

## 略歴
父が一族を引き連れて鄴に移住したとき、奉車都尉に任じられた。
兄と韓遂が曹操と敵対（潼関の戦い）したときに、曹操に父と共に殺された。

## 『三国志演義』での馬休
小説『三国志演義』では、曹操に誘き出された馬騰に従って許都へと向かうが、馬騰と黄奎の曹操誅滅密議がばれ、曹操軍に囲まれてしまう。重傷を負い捕えられた上で、父子共に処刑されている。